# Copa Africana de Naciones de Futsal Femenino 2025
La Copa Africana de Naciones de Futsal Femenino 2025 fue la primera edición inaugural de la Copa Africana de Naciones de Futsal Femenino de fútbol sala femenino en África, organizado por la Confederación Africana de Fútbol (CAF). El torneo se llevó a cabo en Rabat, Marruecos, del 22 al 30 de abril de 2025. y también sirvió como clasificatorio africano para la Copa Mundial femenina de fútbol sala de la FIFA 2025 en Filipinas

## Equipos participantes
Para la edición inaugural, un total de 9 de las 54 asociaciones miembro de la CAF participaron en la competición.
| Angola  | Camerún    | Egipto    |
| Guinea  | Madagascar | Marruecos |
| Namibia | Senegal    | Tanzania  |

## Resultados
El sorteo se celebró el 13 de febrero de 2025 a las 13:00 EST (UTC+2) en la sede de la CAF en El Cairo, Egipto.
El primero de cada grupo, más el mejor segundo pasan a la fase final del torneo, compuesto por semifinales y final. Los dos equipos que obtengan un cupo a la final, se clasifican para el Mundial de la FIFA.

### Grupo A
| Grupo A   | Pts | J | G | E | P | GF | GC | Dif |
| --------- | --- | - | - | - | - | -- | -- | --- |
| Marruecos | 6   | 2 | 2 | 0 | 0 | 15 | 2  | +13 |
| Camerún   | 3   | 2 | 1 | 0 | 1 | 7  | 12 | -5  |
| Namibia   | 0   | 2 | 0 | 0 | 2 | 6  | 14 | -8  |

| 22 de abril de 2025 | Marruecos                                                                                                | 8:1 (5:0) | Namibia    | Moulay Abdallah, Rabat                  |                                         |
| 20:00 (UTC+1)       | Zaid Alkilani 3' · El Madani 5' · Hady 9' · El Aoufi 14' · Tadlaoui 20' · Korrych 24' · Demraoui 29' 37' | Reporte   | Vilete 25' | Árbitro(s): Alimohamed Adim José Katemo | Árbitro(s): Alimohamed Adim José Katemo |

| 24 de abril de 2025 | Marruecos                                                                                                | 7:1 (3:1) | Camerún     | Moulay Abdallah, Rabat                           |                                                  |
| 20:00 (UTC+1)       | El Aoufi 4' · Mbomozomo 12' · Knaidil 15' · Hajri 28' · El Madani 33' · Tadlaoui 40' · Zaid Alkilany 40' | Reporte   | Beuleou 17' | Árbitro(s): Abdelakram El Hentati Marlette Linda | Árbitro(s): Abdelakram El Hentati Marlette Linda |

| 26 de abril de 2025 | Camerún                                                             | 6:5 (2:3) | Namibia                                                  | Moulay Abdallah, Rabat                         |                                                |
| 20:00 (UTC+1)       | Beulou 13' · Tsimi 13' · Happi 26' · Mbomozomo 26' 28' · Pekure 34' | Reporte   | Hanavi 3' 18' · Mbomozomo 11' · Ngonda 32' · Mugunda 39' | Árbitro(s): Abdelakram El Entati Elhadji Dieme | Árbitro(s): Abdelakram El Entati Elhadji Dieme |

### Grupo B
| Grupo B | Pts | J | G | E | P | GF | GC | Dif |
| ------- | --- | - | - | - | - | -- | -- | --- |
| Angola  | 6   | 2 | 2 | 0 | 0 | 8  | 3  | +5  |
| Egipto  | 1   | 2 | 0 | 1 | 1 | 4  | 6  | -2  |
| Guinea  | 1   | 2 | 0 | 1 | 1 | 5  | 8  | -3  |

| 22 de abril de 2025 | Angola                                                   | 5:2 (3:1) | Guinea                   | Moulay Abdallah, Rabat                 |                                        |
| 14:00 (UTC+1)       | Joyce 1' 37' · Lurdinha 12' · Bangoura 14' · Djamila 38' | Reporte   | Soumah 6' · Bangoura 32' | Árbitro(s): Khalid Hnich Said El Haoud | Árbitro(s): Khalid Hnich Said El Haoud |

| 24 de abril de 2025 | Angola                    | 3:1 (1:0) | Egipto       | Moulay Abdallah, Rabat                      |                                             |
| 14:00 (UTC+1)       | Djamila 11' 33' · Beu 39' | Reporte   | Asmaaooz 32' | Árbitro(s): Said El Haoud Ndubuisi Odigomma | Árbitro(s): Said El Haoud Ndubuisi Odigomma |

| 26 de abril de 2025 | Egipto                                    | 3:3 (2:2) | Guinea                                 | Moulay Abdallah, Rabat                |                                       |
| 14:00 (UTC+1)       | Shrouk 2' · Yara Sabri 11' · Asmaaooz 22' | Reporte   | Saran Sidibe 4' · Mamet Camara 10' 37' | Árbitro(s): Khalid Hnich Warda Chanai | Árbitro(s): Khalid Hnich Warda Chanai |

### Grupo C
| Grupo C    | Pts | J | G | E | P | GF | GC | Dif |
| ---------- | --- | - | - | - | - | -- | -- | --- |
| Tanzania   | 4   | 2 | 1 | 1 | 0 | 7  | 5  | +2  |
| Madagascar | 2   | 2 | 0 | 2 | 0 | 9  | 9  | 0   |
| Senegal    | 1   | 2 | 0 | 1 | 1 | 6  | 8  | -2  |

| 22 de abril de 2025 | Madagascar                                                  | 5:5 (2:2) | Senegal                                          | Moulay Abdallah, Rabat              |                                     |
| 17:00 (UTC+1)       | Franca 11' 23' · Raheritana 19' · Rasamison 36' · Clara 36' | Reporte   | Mendy 13' · Kalamo 18' · Tall 28' 37' · Faty 32' | Árbitro(s): Ahmed Gamal Ahmed Hamdi | Árbitro(s): Ahmed Gamal Ahmed Hamdi |

| 24 de abril de 2025 | Madagascar                    | 4:4 (1:1) | Tanzania                                | Moulay Abdallah, Rabat              |                                     |
| 17:00 (UTC+1)       | Clara 2' 27' 31' · Franca 31' | Reporte   | Minja 16' 28' · Mnunka 24' · Stumai 31' | Árbitro(s): José Katemo Malika Nada | Árbitro(s): José Katemo Malika Nada |

| 26 de abril de 2025 | Tanzania                             | 3:1 (1:0) | Senegal  | Moulay Abdallah, Rabat                 |                                        |
| 17:00 (UTC+1)       | Minja 14' · Vioeth 21' · Katunzi 22' | Reporte   | Kane 30' | Árbitro(s): Ali Mohamed Sipho Machbeth | Árbitro(s): Ali Mohamed Sipho Machbeth |

### Mejor segundo
El mejor segundo de los tres grupos   avanza a la segunda ronda.
| N.º | Equipo     | Gr | Pts | J | G | E | P | GF | GC | Dif |
| --- | ---------- | -- | --- | - | - | - | - | -- | -- | --- |
| 1.  | Camerún    | A  | 3   | 2 | 1 | 0 | 1 | 7  | 12 | -5  |
| 2.  | Madagascar | C  | 2   | 2 | 0 | 2 | 0 | 9  | 9  | 0   |
| 3.  | Egipto     | B  | 1   | 2 | 0 | 1 | 1 | 4  | 6  | -2  |

### Mejores terceros
Los dos mejores de los terceros puestos jugarán por el séptimo lugar.
| N.º | Equipo  | Gr | Pts | J | G | E | P | GF | GC | Dif |
| --- | ------- | -- | --- | - | - | - | - | -- | -- | --- |
| 1.  | Senegal | C  | 1   | 2 | 0 | 1 | 1 | 6  | 8  | -2  |
| 2.  | Guinea  | B  | 1   | 2 | 0 | 1 | 1 | 5  | 8  | -3  |
| 3.  | Namibia | A  | 0   | 2 | 0 | 0 | 2 | 6  | 14 | -8  |

## Fase final

### Cuadro de desarrollo
|  | Semifinales | Semifinales |           |          | Final         | Final         |  |
|  | 28 de abril | 28 de abril |           |          | 30 de abril   | 30 de abril   |  |
|  |             |             |           |          |               |               |  |
|  |             |             |           |          |               |               |  |
|  | Tanzania    | 3           |           |          |               |               |  |
|  | Tanzania    | 3           |           |          |               |               |  |
|  | Camerún     | 2           |           |          |               |               |  |
|  | Camerún     | 2           |           | Tanzania | 2             |               |  |
|  |             |             |           | Tanzania | 2             |               |  |
|  |             |             | Marruecos | 3        |               |               |  |
|  | Angola      | 1           | Marruecos | 3        |               |               |  |
|  | Angola      | 1           |           |          |               |               |  |
|  | Marruecos   | 5           |           |          | Tercer puesto | Tercer puesto |  |
|  | Marruecos   | 5           |           |          | Tercer puesto | Tercer puesto |  |
|  |             |             |           |          |               |               |  |
|  |             |             |           |          | Camerún       | 4             |  |
|  |             |             |           |          | Camerún       | 4             |  |
|  |             |             |           |          | Angola        | 1             |  |
|  |             |             |           |          | Angola        | 1             |  |
|  |             |             |           |          |               |               |  |

|  | Quinto puesto play-off |   |
|  |                        |   |
|  | 29 de abril            |   |
|  |                        |   |
|  | Madagascar             | 2 |
|  | Madagascar             | 2 |
|  | Egipto                 | 4 |
|  | Egipto                 | 4 |

|  | Séptimo puesto play-off |   |
|  |                         |   |
|  | 29 de abril             |   |
|  |                         |   |
|  | Senegal                 | 8 |
|  | Senegal                 | 8 |
|  | Guinea                  | 1 |
|  | Guinea                  | 1 |

### Séptimo puesto
| 29 de abril de 2025 | Senegal                                                           | 8:1 (3:0) | Guinea     | Moulay Abdallah, Rabat                  |                                         |
| 19:00 (UTC+1)       | Tall 4' · Sy 9' · Faty 13' 28' · Diedhiou 21' 22' 35' · Drame 23' | Reporte   | Soumah 35' | Árbitro(s): José Katemo Ibrahima Konate | Árbitro(s): José Katemo Ibrahima Konate |

### Quinto puesto
| 29 de abril de 2025 | Madagascar             | 2:4 (2:1) | Egipto                                               | Moulay Abdallah, Rabat                |                                       |
| 20:00 (UTC+1)       | Faridah 2' · Franca 4' | Reporte   | Malak Amr 11' 39' · Sherouk Ibrahim 29' · Samara 31' | Árbitro(s): Kouassi Brice Malika Nada | Árbitro(s): Kouassi Brice Malika Nada |

### Semifinales
| 28 de abril de 2025 | Tanzania                              | 3:2 (0:0) | Camerún                 | Moulay Abdallah, Rabat              |                                     |
| 17:00 (UTC+1)       | Vioeth 32' · Mnunka 36' · Katunzi 36' | Reporte   | Pekure 33' · Beulou 37' | Árbitro(s): Ali Mohamed Ahmed Hamdi | Árbitro(s): Ali Mohamed Ahmed Hamdi |

| 28 de abril de 2025 | Angola      | 1:5 (1:1) | Marruecos                                                    | Moulay Abdallah, Rabat                        |                                               |
| 20:00 (UTC1)        | Djamila 18' | Reporte   | El Madani 13' 34' · Erroudany 30' · Demraqui 33' · Hajri 36' | Árbitro(s): Abdelakram El Hentati Ahmed Gamal | Árbitro(s): Abdelakram El Hentati Ahmed Gamal |

### Tercer puesto
| 30 de abril de 2025 | Camerún                                   | 4:1 (0:0) | Angola       | Moulay Abdallah, Rabat                |                                       |
| 17:00 (UTC+1)       | Elam 28' 39' · Mbomozomo 38' · Beulou 40' | Reporte   | Dionisia 37' | Árbitro(s): Khalid Hnich Warda Chanai | Árbitro(s): Khalid Hnich Warda Chanai |